# Evolución de la inteligencia humana
La evolución de la inteligencia humana refiere a un grupo de teorías que intentan explicar cómo la inteligencia humana ha evolucionado y que se vinculan estrechamente con la evolución del cerebro humano y al origen de las lenguas.
La cronología de la evolución humana es de un período de más o menos siete millones de años, desde la separación del género Pan hasta la aparición del comportamiento moderno hace 50.000 años. Durante los primeros tres millones de años existieron los Sahelanthropus tchadensis y durante los siguientes dos millones de años vivieron los Australopithecus. Luego vino, hace 150.000 años, el Homo Sapiens y la era Paleolítica.
Hay muchos rasgos de la inteligencia humana, como la empatía, la teoría de la mente, el luto, los rituales, el uso de los símbolos y las herramientas, son también vistos en los hominidae, aunque en formas menos sofisticadas.

## Hominidae

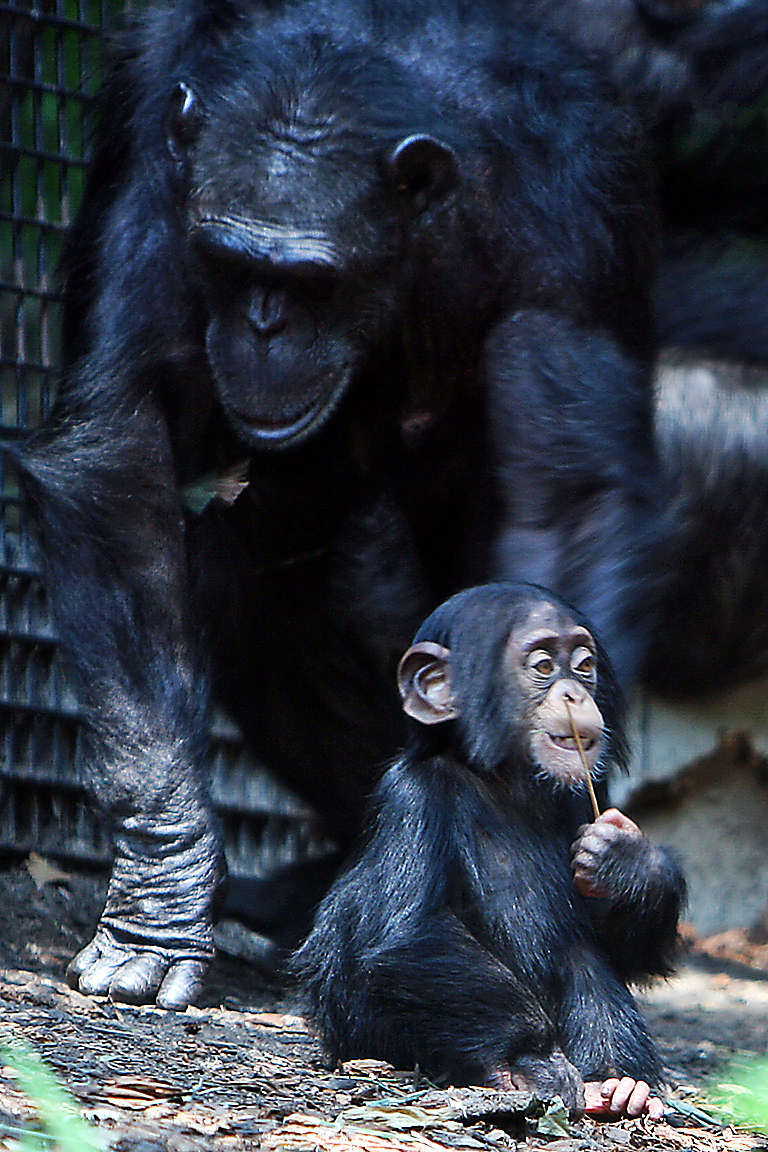
Chimpancé madre y bebé

Los hominidaes exhiben grandes habilidades en cuanto a la cognición y la empatía. Los Chimpancés fabrican herramientas y las usan para conseguir comida y para exhibición social; tienen estrategias sofisticadas por cazar que requieren cooperación, influencia y  son conscientes de los estatus, manipuladores y capaces de actos de forma decepctiva; puedan aprender usar símbolos y comprender aspectos de un lenguaje humano; incluyendo entienden sintaxis relacional, conceptos de números y sus secuencias.
En una investigación chimpancés supuestamente dieron mejor rendimiento que estudiantes humanos del colegio en pruebas que necesitaron recordar números. Sin embargo se refutó esta declaración cuando se dieron cuenta de que los chimpancés se recibieron capacitación extensiva mientras los estudiantes intentaron las pruebas por primera vez. Cuando los estudiantes también podrían practicar fueron capaces de dar mejor rendimiento que los chimpancés.

## Selección sexual
Se propuso este modelo, basado en la selección sexual, el psicólogo evolutivo Geoffrey Miller, quien sostiene que la inteligencia humana es demasiada sofisticada por las necesidades de los  caza-recolectores por sobrevivir y que las manifestaciones de la inteligencia, como el lenguaje, la música y la arte, no evolucionaron debido al valor de su utilidad a la supervivencia de los hominidae viejo sino como un indicador de la aptitud biológica. El escogimiento de homínidos por su inteligencia como un indicador de genes saludables mayor y un circuito de realimentación positiva como un Fisherian runaway, que habría dirigido a la evolución de la inteligencia en un plazo relativamente corto.
En muchos especies solo los machos tienen caracteres sexuales secundarios como la ornamentación impresionante y comportamiento exhibicionista pero la selección sexual también se actúa en las hembras y especialmente en especies que tienen rasgos de monogamia. Con monogamia completa, existe un emparejamiento selectivo por los rasgos seleccionados sexualmente. Esto quiere decir que los individuales menos atractivos se encontrarán con parejas también menos atractivas con quienes aparearse. Si rasgos atractivos son buenos indicadores de la aptitud esto quiere decir que la selección sexual incrementa  la carga genética de los individuales no atractivos. Sin la selección sexual un individuo no atractivo tal vez podría aparearse con una pareja superior con menos mutaciones nocivas, y tener descendientes que tienen buenas posibilidades por sobrevivir. Con la selección sexual un individuo no atractivo más probablemente solo tendrá acceso a parejas menos atractivas, quienes tienen más probabilidades de pasar muchos genes nocivos a sus descendientes hechos juntos.
Se piensa muchas veces que la selección sexual explica otros rasgos específicamente femeninas, por ejemplo los pechos y las nalgas mucho más largos en proporción al tamaño total del cuerpo en comparación a otras especies semejantes de hominidae. Muchas veces se asume que si los pechos y las nalgas de tan grandes dimensiones se necesitaran para funciones como dar de mamar los infantes, se encontrarían en otras especies. El hecho que los pechos se encuentren atractivos sexualmente por muchos hombres es en sí mismo evidencia de la selección sexual afectando los caracteres sexuales secundarios de las hembras humanas.
Selección sexual por inteligencia y la capacidad de juzgar pueda actuar en indicadores de éxito como una gran riqueza muy visible. El crecimiento del cerebro requiere mucha nutrición. Para adivinar la inteligencia en un varón, la hembra también requiera inteligencia. Esto se explicará por qué, a pesar de la ausencia de niveles de inteligencia comparando hombres y mujeres medianos, existen diferencias transparentes entre las propensidades de los hombres y las mujeres a exhibir su inteligencia de manera ostentosa.

## Señal de la resistencia  a enfermedades
Un estudio reciente sostiene que la inteligencia humana se seleccione sencillamente, adentro de la selección sexual, como un señal honesto de la resistencia genética en contra a los parásitos y los patógenos. El número de personas con deficiencia cognitiva causado por una infección viral como meningitis, protistas como Toxoplasma gondii y Plasmodium, y parásitos animales como el helminto intestinal y schistosomas en la niñez se estima en los cientos de millones. Aún más gente vive con deficiencia cognitiva moderada, como, por ejemplo, no poder cumplir tareas difíciles, aunque tales deficiencias no se clasifican como enfermedades por las normas médicas, pero que a pesar de esto se pueden considerar como parejas inferiores potenciales por emparejarse. Así diseminadas infecciones arcaicas virulentas se involucren bastante en la selección sexual por capacidades cognitivas. La gente infectadas con parásitos que tengan daño cerebral y comportamientos malos obvios en adición a señales visibles de una o más enfermedades. Gente más inteligente busquen y crean lugares seguros por almacenar fuentes de comida y ambientes de vivir con más habilidad.

## Otras lecturas
- Byrne, Richard W. (1995) The Thinking Ape: Evolutionary origins of intelligence Oxford University Press, Oxford, England, ISBN 0-19-852188-X
- Greenspan, Stanley I. and Shanker, Stuart (2004) The First Idea: How symbols, language, and intelligence evolved from our early primate ancestors to modern humans Da Capo Press, Cambridge, Mass., ISBN 0-7382-0680-6
- Itzkoff, Seymour W. (1983) The Form of Man: The evolutionary origins of human intelligence Paideia Publishers, Ashfield, Mass., ISBN 0-913993-00-X
- Skoyles, John R. and Sagan, Dorion (2002) Up from Dragons: The evolution of human intelligence McGraw-Hill, New York, ISBN 0-07-137825-1
- Tobias, Phillip V. (1971) The Brain in Hominid Evolution Columbia University Press, New York, ISBN 0-231-03518-7
- Roth and Dicke (2005). Evolution of the brain and intelligence. Archivado desde el original el 31 de julio de 2009. Consultado el 10 de julio de 2015.
- Eryomin A.L. (2022) Biophysics of Evolution of Intellectual Systems // Biophysics, Vol. 67, No. 2, pp. 320–326.

- Datos: Q4117055